# Státní znak Litvy
Státní znak Litvy je tvořen červeným štítem s rytířem Vytisem na (heraldicky) vpravo cválajícím koni, držícím ve vztyčené pravé ruce meč. Na levém rameni má modrý štít se zlatým, dvojitým křížem. Rytíř, kůň a meč s pochvou jsou stříbrné, sedlo, pokrývka, udidlo a postroj jsou modré, jílec, ostruhy, podkovy a kování postroje a pochvy jsou zlaté.

## Historie
Roku 1240 se sjednotily první státy (vznikající již od 10. století) na území dnešní Litvy do Litevského velkoknížectví. V letech 1386–1569 měla Litva personální unii s Polskem (tzv. Krevská unie). Již v prvních zmínkách o litevských praporech, pocházejících z bitvy u Grunwaldu (1410), kde litevsko-polsko-ruská vojska porazila Řád německých rytířů, je zmiňováno vyobrazení (na červených praporech) legendárního rytíře Vytise s taseným mečem, sedícím na koni.

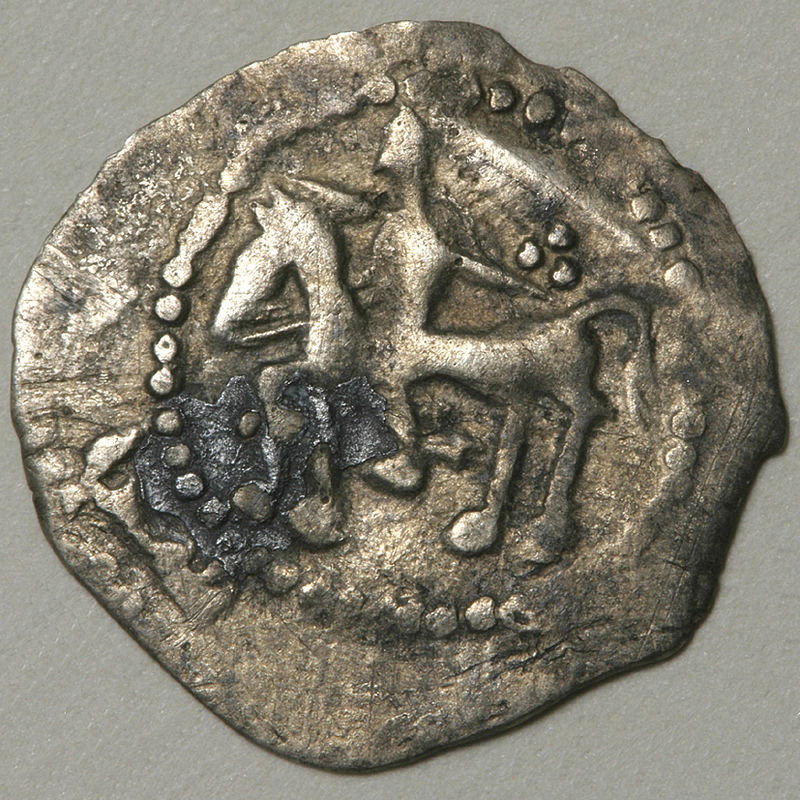
Jogailova mince s Vytisem (Waikymasem)
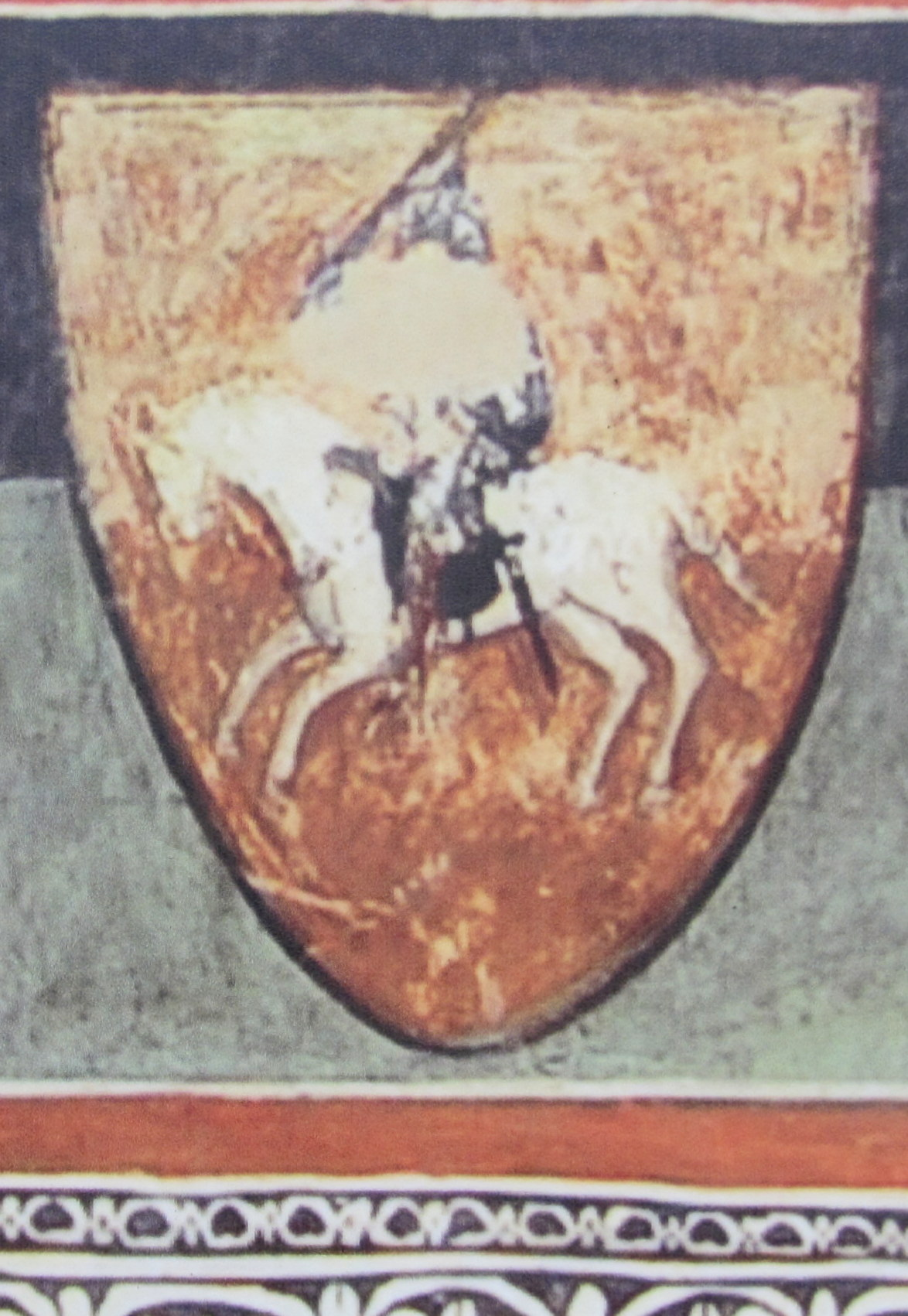
nejstarší kolorovaný Vytis (Waikymas), 14. století
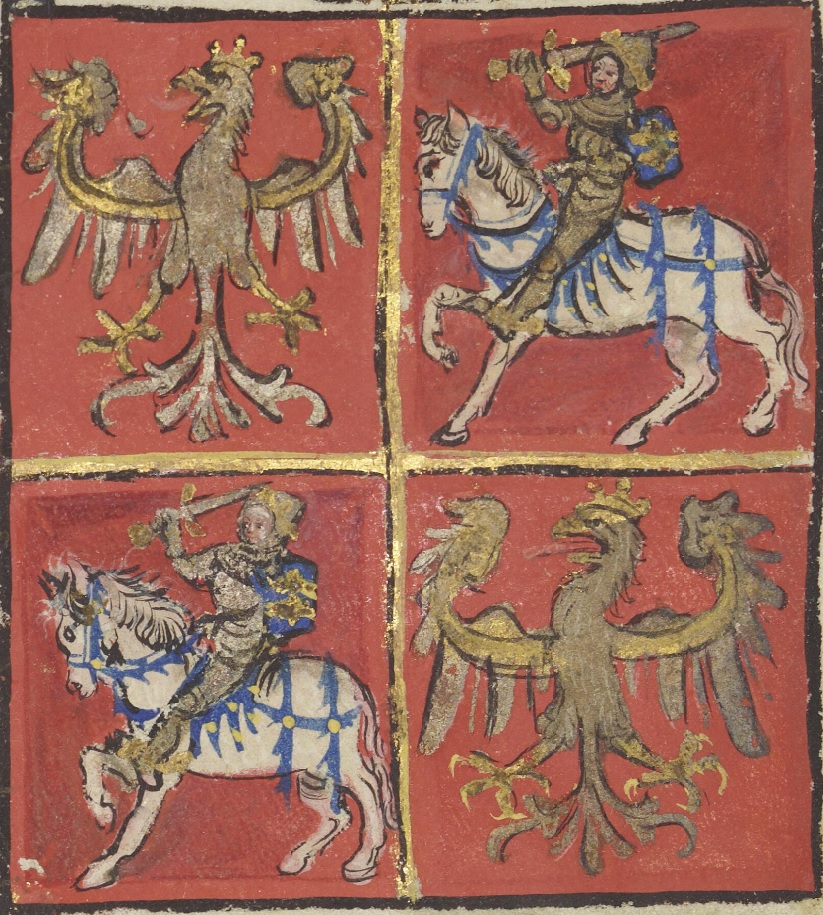
korouhev Polska a Litvy v roce 1416 během kostnického koncilu
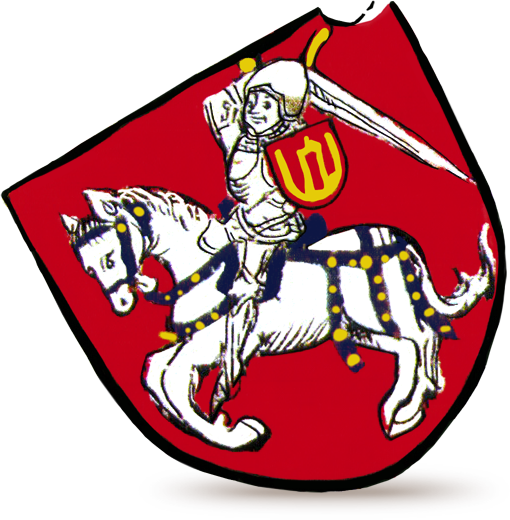
detail erbu (bez klenotu) v Bergshammarském kodexu kolem roku 1435
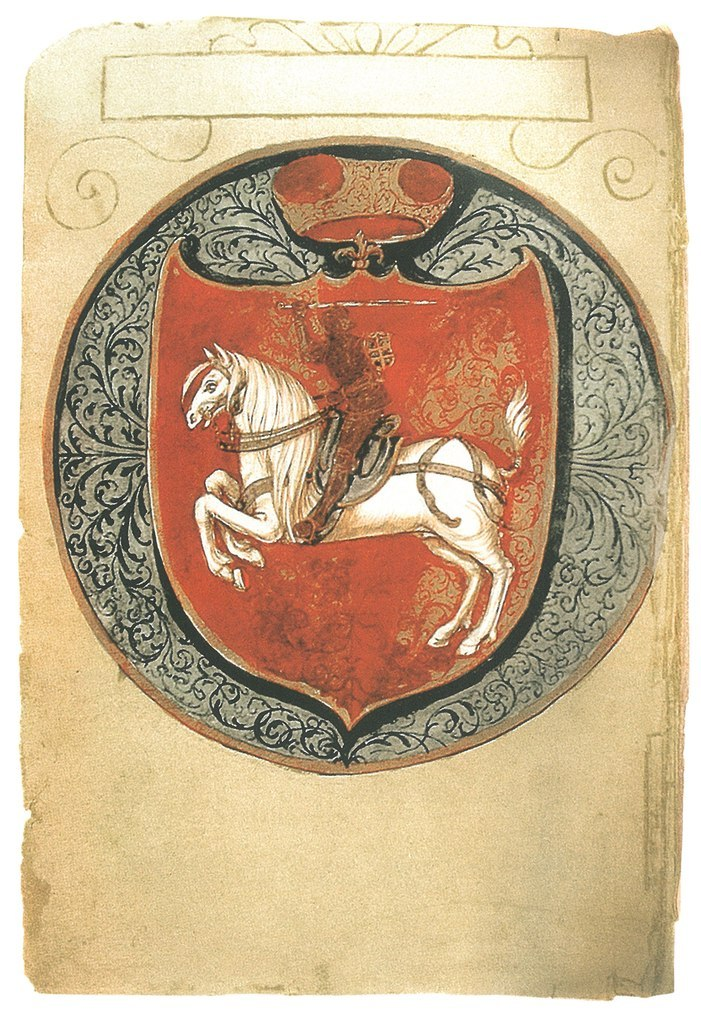
znak na první straně Laurentia (1531)
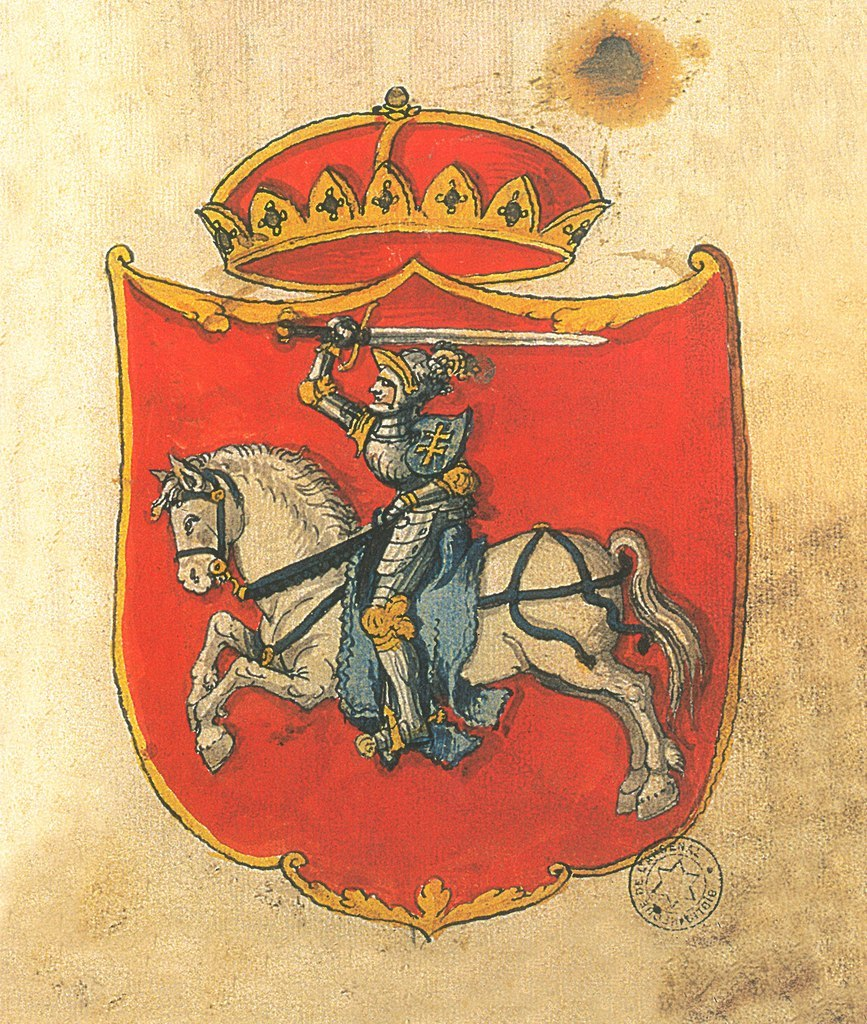
znak Litevského velkoknížectví (~1555), rytíř Vytis nese štít s dvojitým křížem Jagellonců

Po uzavření lublinské unie (1569) se Litevské velkovévodství stalo až do roku 1795 de facto provincií Polska. Užívaly se však symboly s rytířem Vytisem sedícím na bílém koni s hnědým udidlem. Ve vztyčené pravé paži držel meč, v levé modrý, zlatě lemovaný štít se zlatým patriarším křížem. Roku 1795 byla Litva připojena k Rusku jako Litevská gubernie.
Za I. světové války byla země v letech 1915–1918 okupována Německem. Po bolševické revoluci v Rusku roku 1917 byla 18. února 1918 vyhlášena nezávislá Litevská republika. 19. dubna byl kromě vlajky schválen Litevskou Radou i státní znak. Ten vycházel ze znaku Litevského velkoknížectví: byl opět tvořen červeným štítem s rytířem Vytisem na koni. Barva štítu v jeho ruce však byla změněna na červenou. Již v prosinci 1918 obsadila Litvu sovětská vojska a 27. února 1919 byla vyhlášena Litevsko-běloruská sovětská socialistická republika. V dubnu 1919 obsadila polská armáda Vilnius a Střední Litva se stala součástí Polska. V srpnu 1919 byla obnovena nezávislost Litvy a navrátily se symboly z roku 1918.
Po podepsání sovětsko-litevské smlouvy o vzájemné pomoci (v říjnu 1939) byly v zemi rozmístěny posádky Rudé armády. Ta začala 14. května 1940 obsazovat celou Litvu. 21. července byla Lidovým sněmem vyhlášena Litevská socialistická republika a 3. srpna byla začleněna do Sovětského svazu pod názvem Litevská sovětská socialistická republika. Od 25. srpna 1940 byl užíván nový státní znak, tvořený zkříženými zlatými srpem a kladivem v paprscích zlatého slunce. Výjev byl obklopen věncem ze zelených dubových ratolestí a zlatých obilných klasů, převázaný v dolní části červenou stuhou s bílými hesly Proletáři všech zemí, spojte se! v litevštině (heraldicky vpravo - VISŲ ŠALIŲ PROLETARAI, VIENYKITĖS!) a ruštině (vlevo - ПРОЛЕТАРИИ ВСЕХ СТРАН, СОЕДИНЯЙТЕСЬ!). V dolní části stuhy byla písmena LTSR (zkratka názvu republiky v litevštině - Lietuvos Tarybų Socialistinė Respublika). V horní části znaku byla červená, zlatě lemovaná, pěticípá hvězda plnějšího tvaru. Tento znak se užíval, kromě nacistické okupace v letech 1941–1944, až do rozpadu Sovětského svazu v roce 1990.

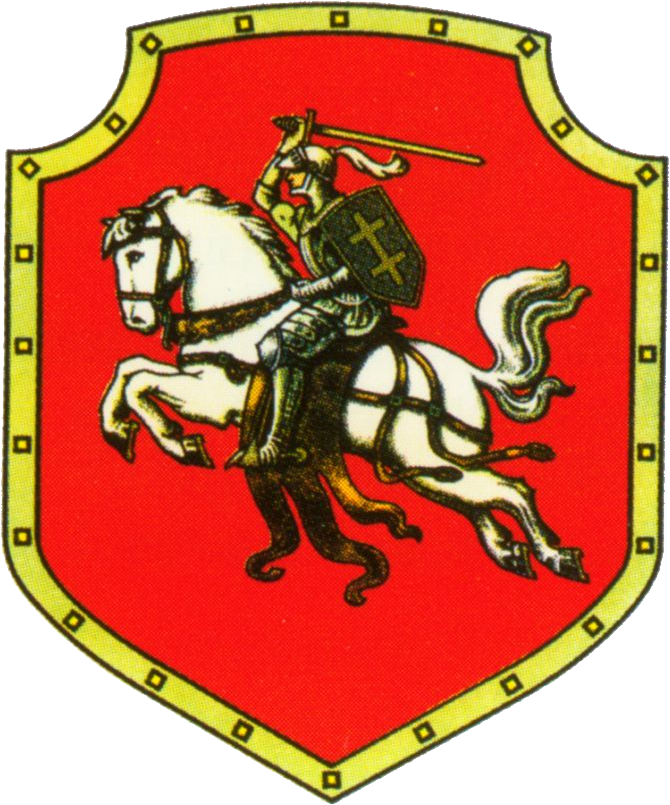
Litevský státní znak (1920–1940)
Státní znak Litevské sovětské socialistické republiky (1940–1990)

V 80. letech 20. století se při uvolňování režimu začaly na různých akcích nejprve znovu objevovat žluto-zeleno-červené vlajky z roku 1918. Tlak veřejnosti přiměl prezidium Nejvyššího sovětu Litevské SSR vydat 7. října 1988 vydat usnesení o státní, národní a oblastní symbolice. Dosud zakázané žluto-zeleno-červené vlajky mohly být užívány během mládežnických, sportovních a společenských akcí a při lidových slavnostech. Při ostatních událostech ale stále platila pravidla o užívání vlajky Litevské SSR. Znak však zůstal zachován. 11. března 1990 byla vyhlášena nezávislost Litvy na SSSR a usnesením Nejvyšší rady Litevské republiky byla obnovena platnost historické státní vlajky. 20. března 1990 bylo rozhodnuto usnesením Nejvyšší rady Litevské republiky o státním znaku. Tím se stal pouze nepatrně barevně upravený znak z roku 1925.

Litevský státní znak (1990–1991)

Již 4. září 1991 byl stejným orgánem přijat nový znak, vycházející ze znaku Litevského velkovévodství. Znak tak patří mezi nejstarší znaky v Evropě.

## Znaky litevských krajů

Kraje v Litvě

Litva je od roku 1994 členěna na 10 krajů (litevsky apskritys).

Alytuský kraj (10)
Kaunaský kraj (7)
Klaipėdský kraj (1)
Marijampolský kraj (9)
Panevėžyský kraj (4)
Šiauliaiský kraj (3)
Tauragėský kraj (6)
Telšiaiský kraj (2)
Utenský kraj (5)
Vilniuský kraj (8)

## Další použití znaku
Druhá litevská státní (historická) vlajka s červeným listem a rytířem Vytisem je stále vyvěšena na třech místech (Královský palác ve Vilniusu, hrad Trakai a Muzeum války Vytautase Velikého v Kaunasu) a na vybraných místech v určité dny.
Téměř shodné vyobrazení Litevského znaku je tzv. Pahoňa, v současnosti neoficiální znak Běloruska, užívány pouze protilukašenkovskou opozicí, který však byl v letech 1991–1995 oficiálním běloruským znakem.
Do 1. ledna 2015, než bylo přijato Euro, byl na mincích litevské měny litase zobrazován litevský znak.

Litevská státní vlajka Poměr stran: 3:5
Běloruská Pahoňa
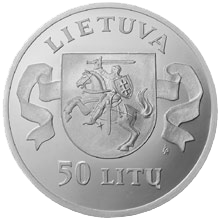
Mince Litevského litase